# Wschowa (district)
Wschowa (powiat wschowski) is een Pools district (powiat) in de woiwodschap Lubusz. Het district heeft een oppervlakte van 624,82 km² en telt 39.365 inwoners (2014).

## Steden
- Szlichtyngowa (Schlichtingsheim)
- Sława (Schlawa; 1937-45: Schlesiersee)
- Wschowa (Fraustadt)

Stadsdistricten:
Gorzów Wlkp. · Zielona Góra 

Districten:
Gorzów · Krosno · Międzyrzecz · Nowa Sól · Słubice · Strzelce-Drezdenko · Sulęcin · Świebodzin · Wschowa · Zielona Góra · Żagań · Żary